# 담자리꽃나무
담자리꽃나무(Dryas octopetala)는 장미과의 상록소관목이다. 선녀목, 다판목, 담자리꽃이라고 부르기도 하며, 꽃말은 여심이다.

## 분포
높은 산의 정상 부근에 자라며 수직적 분포를 살펴보면 해발 1,200m~2,200m 정도에서 자라고 수평적으로는 한국 북부지방, 일본 북해도, 구주, 북미에까지 분포한다. 백두산에서는 각 방향의 높은 지대에 자라며 천지 주변의 암석지에서도 자란다.

## 생태
6월 초쯤 대군락을 이루며 꽃을 핀다. 순백의 꽃잎과 황금색의 꽃술이 어우러져 땅바닥에 낮게 깔려서 핀다. 풀같이 보이는 작은 나무로서 겨울에도 잎이 푸르다. 원줄기는 가지를 치면서 옆으로 뻗는다. 잎은 어긋하여 나지만 모여서 난 것처럼 보이며 모양은 넓은 타원형이다. 표면은 털이 없고 엽맥이 들어가기 때문에 주름이 진다. 뒷면은 흰 선모가 많이 나고 가장자리에는 둔한 톱니가 있다. 잎자루는 흰털이 있으며 가운데까지 턱잎이 붙어 있다. 꽃이 진 다음에는 암술대가가 뿌연 열매의 날개로 변한다. 8-9월에 수과가 여무는데 수과에는 흰 털이 나 있다.

## 용도
관상용으로 정원에 심기도 한다.

## 번식
실생법, 종자재배법, 분주법, 교잡법으로 잘 된다.